# Lauterhofen
Lauterhofen est une commune de Bavière (Allemagne), située dans l'arrondissement de Neumarkt in der Oberpfalz, dans le district du Haut-Palatinat.

## Personnalités liées à la ville
- Frédéric V du Palatinat, électeur palatin et roi de Bohême, né au pavillon de chasse de Deinschwang.